# Dillwynia pungens
Dillwynia pungens là một loài thực vật có hoa trong họ Đậu. Loài này được (Sweet) Lodd. miêu tả khoa học đầu tiên.